# Hemimelie fibulară
Hemimelia fibulară sau aplazia de peroneu, aplazia razei externe (peroniere) este o malformație congenitală longitudinală a membrelor inferioare caracterizată prin absența parțială sau completă a fibulei (peroneului). Este cea mai frecventă ectromelie longitudinală a membrului inferior. 

## Prevalența
Prevalența este estimată la 1/50.000. O predilecție ușoară masculină a fost raportată în unele studii, dar în alte studii repartiția este aceeași la ambele sexe.

## Manifestări clinice
Hemimelia este unilaterală în două treimi din cazuri și afectează mai frecvent fibula dreaptă decât cea stângă. Agenezia ambelor fibule este rară. Hemimelia fibulară poate merge de la absența parțială a fibulei (10% din cazuri), cu o aparență relativ normală a membrelor inferioare, până la absența completă a fibulei cu scurtarea marcată a femurului, tibia arcuită, incurbarea gambei, instabilitatea articulației genunchiului și a gleznei și o hipoplazie marcată a țesuturilor moi. Repercusiunea funcțională majoră se datorează diferenței în lungime a gambelor în formele unilaterale sau nanismului asimetric în formele bilaterale. Piciorul este, de obicei, în valgus ecvin. Deoarece potențialul de creștere a osului afectat este limitată, deformația se agravează cu creșterea.

## Clasificare
Clasificarea hemimeliei fibulară după Achterman & Kalamchi, 1979
| Tipul | Parametrul                                                              |
| ----- | ----------------------------------------------------------------------- |
| IA    | Hipoplazia fibulei în regiune proximală, scoaba tibio-peronieră intactă |
| IB    | Hipoplazia fibulei cu scoaba tibio-peronieră displazică sau absentă     |
| II    | Absența completă a fibulei                                              |

## Malformații asociate
Asociația hemimeliei fibulare cu scurtarea congenitală a femurului este rară (complexul femuro-peroneo-cubital). Asocierea cu alte anomalii osoase este posibilă (craniosinostoză, sindactilie, brahidactilie, oligodactilie și ectrodactilie). Hemimelia fibulară este, de asemenea, găsită în mai multe displaziile scheletice generalizate și disostoze. Este rareori asociată cu malformații extra-osoase: anomalii oculare (anomalii ale camerei anterioare sau anoftalmie), anomalii cardiace, displazie renală, trombocitopenie, schizis toracoabdominal, spina bifida, si, rareori, deficit intelectual. O hemimelia fibulară poate exista în unele anomalii cromozomiale.

## Etiologie
Etiologia este obscură. Deformația este, probabil, datorată unor perturbări în timpul perioadei critice a dezvoltării embrionare a membrelor, între a 4 și a 7 săptămâna de gestație. Disgenezia vasculară, infecțiile virale, factorii traumatici și de mediu au fost încriminați.

## Diagnostic
Diagnosticul se bazează pe examenul clinic și radiologic.
Se poate efectua și un diagnostic prenatal. Majoritatea cazurilor sunt sporadice. 
Antecedentele familiale au fost raportate la un număr mic de cazuri cu transmitere autosomal dominantă și penetranță incompletă.

## Diagnosticul diferențial
Diagnosticul diferențial se face cu boala bridelor amniotice, embriopatia la talidomidă, și cu displaziile și disostozele cu afectarea asimetrică a membrelor (sindromul femuro-facial).

## Tratamentul

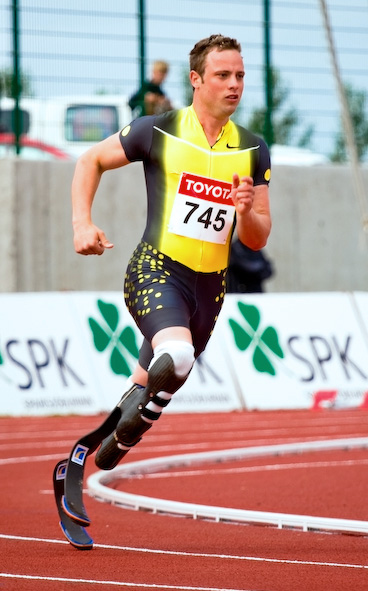
Oscar Pistorius cu proteze la membrele inferioare după amputarea lor pentru hemimelie

Tratamentul necesită o abordare multidisciplinară (consilieri în genetică, perinatologiști  și chirurgi ortopedici pediatrici). Tratamentul ortopedic urmărește corectarea diferenței de lungime a gambelor, și, în cazurile bilaterale, corectarea nanismului asimetric. În cazurile mai puțin severe cu o hipoplazie minimă a fibulei și o diferență ușoară în lungimea membrelor, pot fi utilizată: încălțăminte speciale și/sau tălpi ortopedice  pentru a egaliza lungimea gambelor. În unele cazuri, o epifiziodeză contralaterală (pe partea normală) poate fi realizată. În inegalitățile moderate de lungime, alungirea membrelor este o opțiune, dar aceasta implică riscul de a necesita reconstrucții chirurgicale multiple și complicații. Rareori, în cazurile severe de diferență în lungimea membrelor sau absența completă a fibulei cu picior nefuncțional, amputarea cu instalarea unei proteze poate fi luată în considerare în copilăria timpurie.

## Prognosticul
Prognosticul este, în general, benign, însă hemimelia fibulară poate fi invalidantă, în cazurile severe. Rezultate funcționale acceptabile pot fi obținute prin intervenție chirurgicală. În cazul formei sindromice, prognosticul depinde de anomaliile asociate.

## Persoane celebre afectate
- Oscar Pistorius – atlet din Africa de Sud
- Aimee Mullins - atletă, actriță și model
- Jessica Long - înotător american